# Province du Sud Carangas
La province de Sud Carangas (en espagnol : Provincia de Sud Carangas) est une des 16 provinces du département d'Oruro, en Bolivie. Son chef-lieu est Andamarca.